# Who Is Mike Jones?
Who Is Mike Jones? – debiutancki album amerykańskiego rapera Mike Jonesa. Został wydany 19 kwietnia, 2005 roku nakładem wytwórni Jive i Warner Bros.

## Lista utworów
| Nr | Tytuł                   | Producent                  | Goście                   | Czas |
| -- | ----------------------- | -------------------------- | ------------------------ | ---- |
| 1  | „Intro - Mike Jones"    | Mike Jones                 | —                        | 0:25 |
| 2  | „Back Then"             | Michael „5000” Watts       | —                        | 4:05 |
| 3  | „Flossin'"              | Mike B                     | Big Moe                  | 3:11 |
| 4  | „Still Tippin'"         | Michael „5000” Watts       | Slim Thug & Paul Wall    | 4:32 |
| 5  | „Got It Sewed Up"       | DJ Paul & Juicy J          | —                        | 3:18 |
| 6  | „Scandalous Hoes"       | Kojak                      | —                        | 3:23 |
| 7  | „Screw Dat"             | —                          | —                        | 3:19 |
| 8  | „Turning Lane"          | Sears                      | —                        | 4:22 |
| 9  | „Laws Patrolling"       | Sears                      | CJ, Mello & Lil’ Bran    | 2:53 |
| 10 | „5 Years from Now"      | —                          | Lil’ Bran                | 3:47 |
| 11 | „Cuttin'"               | —                          | —                        | 3:51 |
| 12 | „What Ya Know About..." | Pretty Todd                | Killa Kyleon & Paul Wall | 3:44 |
| 13 | „Know What I'm Sayin'"  | —                          | Bun B & Lil’ Keke        | 4:07 |
| 14 | „Type of Nigga U Need"  | Young Hollywood            | Brighteyes               | 3:57 |
| 15 | „Grandma"               | Antwane „Amadeus” Thompson | —                        | 5:16 |